# Indicatifs régionaux 214, 469, et 972

Carte de l'État du Texas avec les territoires de ses indicatifs régionaux. Le territoire des indicatifs régionaux 214, 469, et 972 est en blanc.

Les indicatifs régionaux 214, 469, et 972 sont trois des multiples indicatifs téléphoniques régionaux de l'État du Texas aux États-Unis.
Ces indicatifs desservent la région de Dallas. L’aéroport international de Dallas-Fort Worth est desservi par l’indicatif 972.
La carte ci-contre indique en blanc le territoire couvert par les indicatifs 214, 469, et 972.
Les indicatifs régionaux 214, 469, et 972 font partie du plan de numérotation nord-américain.

## Comtés desservis par les indicatifs
Collin, Dallas, Denton, Ellis, Johnson, Kaufman, Navarro et Rockwall

## Villes desservies par les indicatifs
Addison, Allen, Anna, Avalon, Bardwell, Blue Ridge, Carrollton, Cedar Hill, Celina, Cockrell Hill, Combine, Copeville, Coppell, Crandall, Dallas, DeSoto, Duncanville, Elmo, Ennis, Farmers Branch, Farmersville, Fate, Ferris, Flower Mound, Forney, Forreston, Frisco, Garland, Glenn Heights, Grand Prairie, Highland Park, Highland Village, Hutchins, Irving, Italy, Josephine, Kaufman, Lancaster, Lavon, Lewisville, Little Elm, Lucas, Maypearl, McKinney, Melissa, Mesquite, Midlothian, Milford, Murphy, Nevada, Oak Leaf, Palmer, Pecan Hill, Plano, Princeton, Prosper, Red Oak, Rice, Richardson, Rockwall, Rosser, Rowlett, Royse City, Sachse, Scurry, Seagoville, Sunnyvale, Talty, Terrell, The Colony, University Park, Venus, Waxahachie, Westminster, Weston, Wilmer et Wylie

## Fuseau horaire
Ces indicatifs se trouvent dans le fuseau horaire central aux États-Unis, le Central Standard Time (CST), à 6 heures de moins que le Greenwich Mean Time (GMT-6).